# Jaroslav Knotek
Jaroslav Knotek (* 29. Juni 1912 in Schichowitz, Bezirk Klattau; † 18. März 1996 in Ústí nad Labem (deutsch Aussig)) war ein tschechoslowakischer Hammer- und Diskuswerfer.
Im Hammerwurf wurde er bei den Europameisterschaften 1934 in Turin Elfter und schied bei den Olympischen Spielen 1936 in Berlin in der Qualifikation aus.
Bei den Europameisterschaften 1946 in Oslo wurde er Achter im Hammerwurf und kam im Diskuswurf nicht über die erste Runde hinaus. Im Hammerwurf siegte er 1947 bei den Weltfestspielen der Jugend und Studenten und scheiterte 1948 bei den Olympischen Spielen in London in der Qualifikation.

## Persönliche Bestleistungen
- Diskuswurf: 47,79 m, 21. September 1946, Prag
- Hammerwurf: 55,75 m, 28. September 1936, Brno